# 只求生存
《只求生存》是一个殭屍生存大型多人開放世界遊戲项目，由Daybreak Game Company（前索尼在線娛樂）開發，于2015年1月6日登陆Steam开始早期體驗内测，亦预告将發布PlayStation 4和Xbox One版本。游戏最初名为《H1Z1》，后来更名为《H1Z1：只求生存》及现名。2017年10月后，“H1Z1”成为另一同期开发的游戏《杀戮之王》的官方名称。由于抢先体验版本不够成功，游戏将于2018年10月正式停止支持。

## 遊戲內容
遊戲背景設定在遭受殭屍肆虐、資源貧乏的美國鄉村，玩家們為求生存，將要透過互相合作，掃蕩資源、建造避難所和以手工藝製作武器、食物、護具來對抗大自然環境、成群的殭屍。遊戲同時接受玩家間殺戮，玩家必須聯合可信任的玩家才能生存下去。
這款遊戲的內容以多人合作、交易與團隊建設為重。索尼在線娛樂的亞當·克萊格（Adam Clegg）在一場採訪中明確表示，這款遊戲不像其他殭屍大型多人線上遊戲，以殭屍作為背景的玩家對戰遊戲模式，而是將重點放在與其他玩家的團隊合作來對抗殭屍以求生存。
但鉴于内测中形成了声势相当的热衷于团队合作以及PVP竞斗的两大派别玩家，最后Daybreak决定将后者独立出来，H1Z1分拆成为由两个团队分别开发的两个游戏。

## 地圖
目前已證實地圖中將不會有「安全區域」，在玩家誕生的那一刻便將為生存而戰。
開發者在遊戲製作階段曾提到，他們大規模地研究了位在威尼斯潟湖的一座現實生活中的島嶼Poveglia，這在18世紀曾是個瘟疫殖民地，而他們也把這座島的背景納入遊戲中。
索尼在線娛樂計畫著一個大的地圖區域，且將隨時間增加大範圍區域。在開發階段時，索尼在線娛樂的馬特·布魯姆（Matt Broome）曾在Blog提到，目前的開發地圖正以每周10%的速率增長。可以立即地增加新的區域，且隨著地圖的擴大也能容納更多的玩家。儘管他們並未表明他們在遊戲發布時所希望的最終地圖大小，但有人提到在玩家行走至不同區域時，不會有任何載入畫面出現。這也包括玩家的房屋與住宅群，開發者決定不讓它成為一個單獨的場所，意味著只要找到出入口，任何人都可以自由進出。

## 发行
2016年2月，Daybreak宣布将原本的H1Z1将分拆为两个游戏《H1Z1：只求生存》和《H1Z1：杀戮之王》。前者在2017年8月移除了H1Z1的主标题，直接称为《只求生存》。而后者于10月移除了“杀戮之王”的副标题，回归H1Z1名称。

## 评价
2017年1月10日微信一篇《全世界的喷子都在这个脏游戏里了，老外不会说中文“草你吗”简直就没法活》文章火爆朋友圈。文章介绍，游戏在Steam国区上架的同时主动封锁了中国大陆IP，使得服务器中的中国玩家处于被外国玩家“欺负”的状态，呼吁中国玩家翻墙齐心协力对付外国玩家。，这篇文章话语及其具有煽动性，导致本游戏在steam中国区销量猛增，亦有部分网友质疑封锁中国大陆IP和朋友圈发文是游戏开发商设的局，意图通过激发网民仇恨情绪来增加游戏销量。。而且中国玩家抱团式集体行动的玩法也引起了其他外国玩家和公众的关注。

## 外部連結
- 官方网站